# شبکه اطلاعاتی منابع ژرم‌پلاسم
شبکهٔ اطلاعاتی منابع ژرم‌پلاسم یا GRIN یک پروژهٔ نرم‌افزاری برخط مربوط به برنامهٔ ملی منابع ژنتیکی وزارت کشاورزی ایالات متحده برای مدیریت جامع پایگاه دادهٔ کامپیوتری برای دارایی‌های تمام ژرم‌پلاسم گیاهی جمع‌آوری شده توسط سیستم ملی ژرم‌پلاسم گیاهی است.
GRIN نقش خود را به مدیریت اطلاعات ذخایر ژرم‌پلاسم حشرات (بی‌مهرگان)، میکروب‌ها و گونه‌های جانوری گسترش داده‌است (بنگرید به زیرپروژه‌ها).

## توصیف
این سایت منبعی برای شناسایی اطلاعات آرایه‌شناختی (نام‌های علمی) به همراه نام‌های عمومی در بیش از ۵۰۰٬۰۰۰ نمونه (جوره‌ها، رقم‌ها و … متمایز) از گیاهان است که ۱۰٬۰۰۰ گونه را پوشش می‌دهد؛ هم آنهایی که از نظر اقتصادی مهم هستند و هم گونه‌های وحشی. این سایت گیاهانی که علف هرز مضر یا مهاجم، تهدید شده یا در معرض انقراض هستند را توصیف می‌کند و داده‌های توزیع جهانی زیست‌بوم آنها به همراه اطلاعات گذرنامه ای شان را استخراج می‌نماید. GRIN هم چنین شامل یک پایگاه دادهٔ گیاهان اقتصادی است.
شبکه توسط واحد مدیریت پایگاه دادهٔ GRIN (به اختصار GRIN/DBMU) نگهداری می‌شود. GRIN تحت نظارت آزمایشگاه منابع ملی ژرم‌پلاسم (NGRL) در بلتسویل، مریلند قرار دارد که در ۱۹۹۰ با گردانندهٔ پیشین خود یعنی آزمایشگاه خدمات ژرم‌پلاسم (GSL)، که قبلاً GRIN را اداره می‌کرد، جایگزین شد. از نوامبر ۲۰۱۵، GRIN روی نرم‌افزار GRIN-Global که طی پروژهٔ مشترکی بین وزارت کشاورزی ایالات متحده آمریکا و اعتماد جهانی تنوع محصول تولید شد اجرا می‌شود.

## زیرپروژه‌ها
مأموریت اعلام شدهٔ GRIN پشتیبانی از پروژه‌های زیر است:
- سیستم ملی ژرم‌پلاسم گیاهی (NPGS)
- برنامۀ ملی ژرم‌پلاسم جانوری (NAGP)
- برنامهٔ ملی ژرم‌پلاسم میکروبی (NMGP)
- برنامهٔ ملی ژرم‌پلاسم بی‌مهرگان (NIGP)